# ロネブルク (ヘッセン)
ロネブルクまたはロンネブルク (Ronneburg) は、ドイツ連邦共和国ヘッセン州マイン＝キンツィヒ郡の町村（以下、本項では便宜上「町」と記述する）である。ランゲンゼルボルト、ビューディンゲン、ゲルンハウゼン、ハーナウといった都市の近郊に位置する。1972年の地域再編によって成立した町で、町名はロネブルク城に由来する。13世紀建設されたこの城は、玄武岩の山の上にあり、遠方からも目立つ存在である。

## 地理

### 隣接する市町村
自治体ロネブルクは、北はビューディンゲン（ヴェッテラウ郡）、東はグリュンダウ、南はランゲンゼルボルト、南西はノイベルク、西はハンマースバッハ（以上、いずれもマイン＝キンツィヒ郡）と境を接している。

### 自治体の構成
ロネブルクは、アルトヴィーダームース (Altwiedermus)、ノイヴィーダームース (Neuwiedermuß)、ヒュッテンゲゼース (Hüttengesäß) の各地区からなる。人口比率はおよそ、700 : 600 : 2000 である。

## 歴史

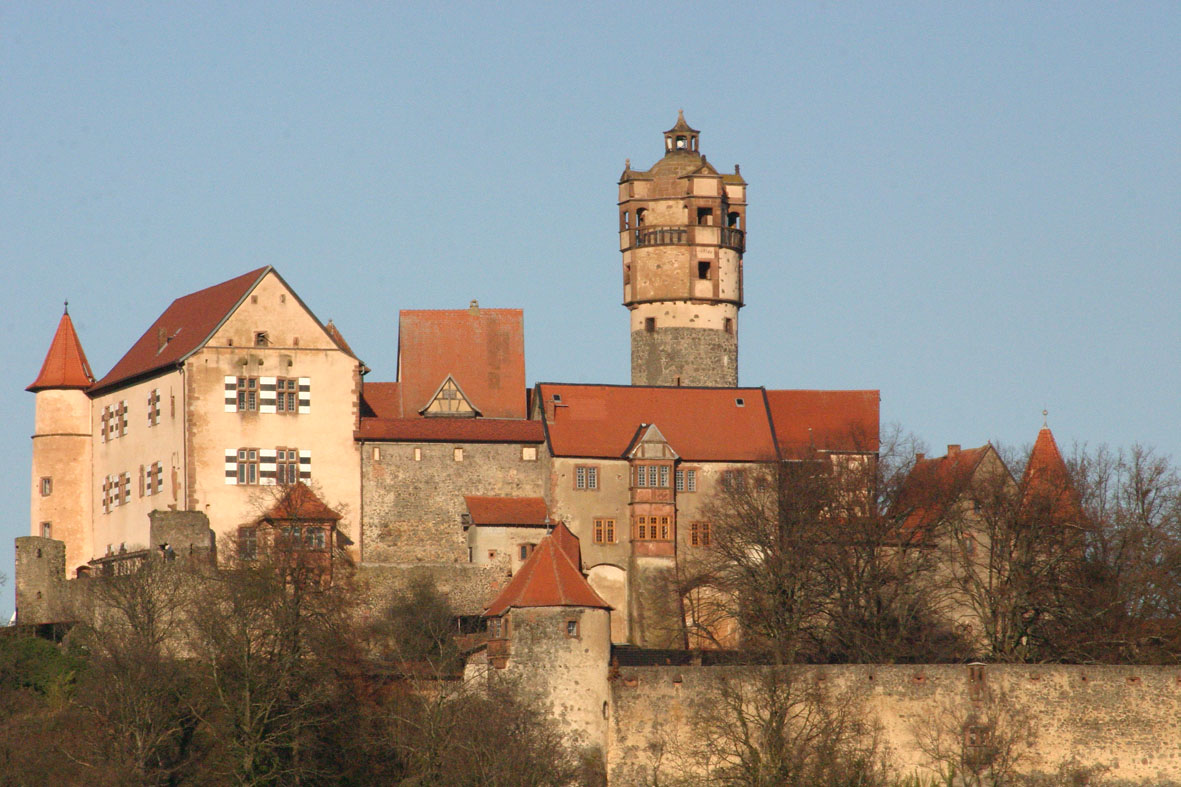
ロネブルク城

### ヒュッテンゲゼース
ヒュッテンゲゼースの村は、13世紀にはゼルボルト修道院の所領であった。15世紀にイーゼンブルク家に、17世紀にイーゼンブルク＝ビルシュタイン家に、19世紀にはヘッセン選帝侯に売却された。三十年戦争では苛酷な掠奪にあった。19世紀には新世界に多くの移民を出した。古い集落の中心部はオーバードルフとウンタードルフからなり、1950年まで 2つ別々のパン焼き小屋を有していた。1896年から1931年までヒュッテンゲゼスはハーナウ軽便鉄道の終着駅となっていた。

### 地名の表記
かつて、プロイセン王国とヘッセン大公国との国境が、アルトヴィーダームースとノイヴィーダームースとの間を通っていた。アルトヴィーダームースはヘッセン領、ノイヴィーダームースはプロイセン側に属した。ヘッセンでは語尾の …mus は、原則として s 一つの綴りである。ヴェッテラウ郡では最近まで、本来 Neuwiedermuß の綴りを Neuwiedermus と s 一つで表記していた。旧ハーナウ郡に属したノイヴィーダームースやヒュッテンゲゼースがプロイセン風に ß で表記するのに対して、ヘッセン州の地域再編まで旧ビューディンゲン郡（現在のヴェッテラウ郡の前身）に属していたアルトヴィーダームースは、s 一つの綴りで表記される。

### 地域再編
1971年12月31日に法律に基づきノイヴィーダームースとヒュッテンゲゼースが合併した。これら2つの村はかつてハーナウ郡に属していた。1972年8月1日にアルトヴィーダームース（旧ビューディンゲン郡）がこれに加わった。これら3つの村は、この再編後、自治体ロネブルクを形成している。

## 行政

### 議会
ロネブルクの町議会は、17 議席からなる。

### 首長
任期 6 年の町長は、直接選挙で選ばれる。アンドレアス・ホフマン (SPD) は、2012年11月1日からロネブルクの町長職にある。彼は、長年にわたって町長を務めた前任者のハインツ・ハーベマンが健康上の理由で任期満了前に辞職したのを承け、この職を継いだのである。

## 文化と見所

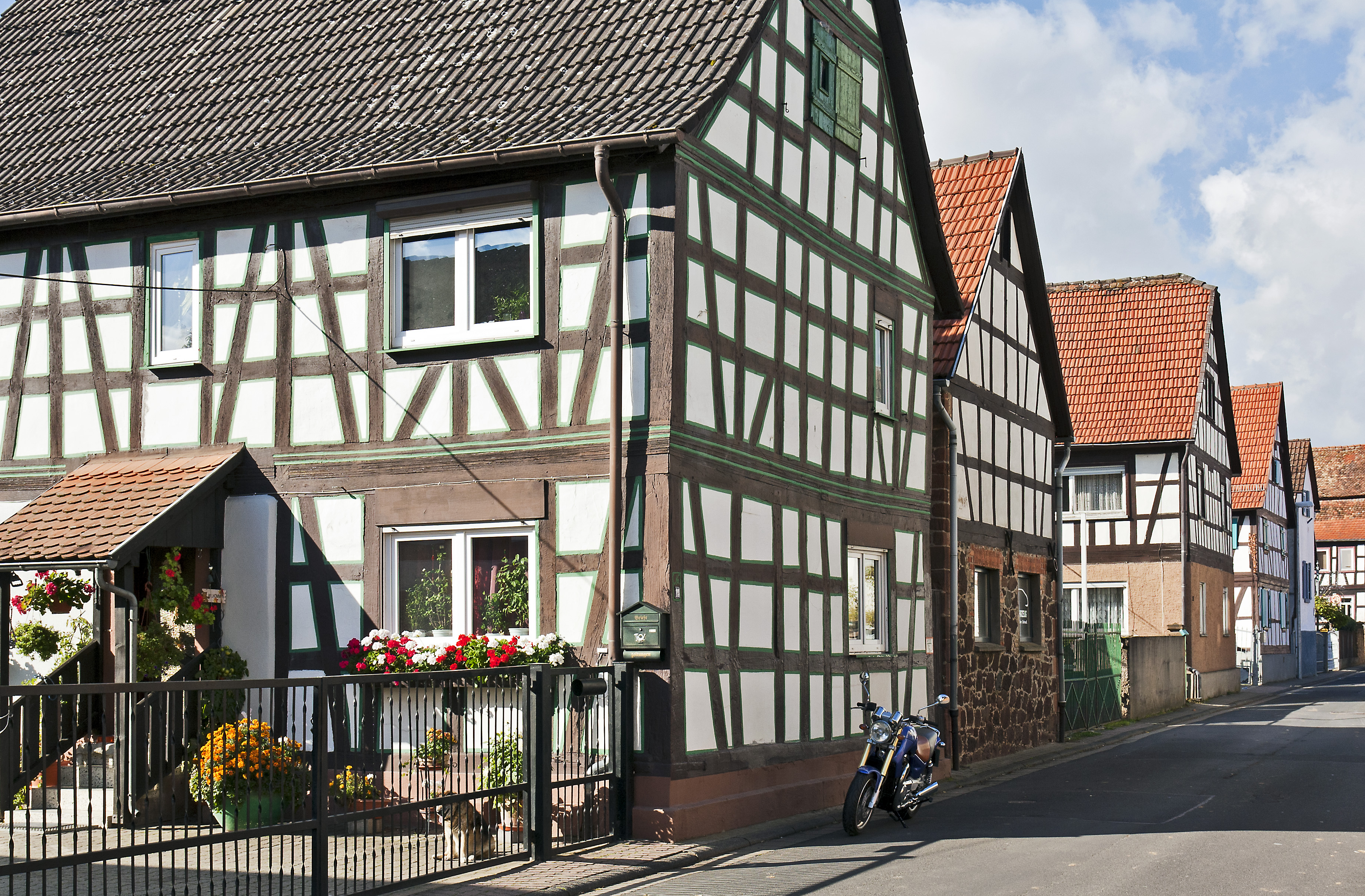
ヒュッテンゲゼースの木組み建築の町並み

- ヒュッテンゲゼースのラング通りには18世紀に建設された数多くの木組み建築が遺されており、愛情を込めて修復されている。
- キルヒ通りには、1151年に建造された教会の基礎壁が遺っている。東破風の台座にはケルト時代の宝石が埋め込まれている。
- 旧牧師館では、ロネブルク歴史・郷土協会が年に何度も歴史に関する興味深いテーマでイベントを行っている。旧牧師館には、1715年に教会建築家フィレプス・ハーバーマンが造った美しい古い泉が遺されている。
- アルトヴィーダームースのディーバッハ通りには、数多くの木組み建築の他に旧シナゴーグや旧ユダヤ人墓地がある。ユダヤ人墓地は、アルトヴィーダームース運動場の裏にひっそりとある。